# 日落和平
《日落和平》（Sunset）是英國女作家艾琳·杭特的系列小說《貓戰士》的二部曲《新預言》中六集的最後一集，於2006年12月26日由Happer Collins出版。中文版於2009年8月1日由晨星出版社出版。

## 劇情摘要
描述雷族的棘爪受到爸爸虎星的托夢，虎星希望棘爪能篡位當上雷族族長，然而棘爪也因此陷入兩難。最後棘爪善良的本性贏過邪惡的念頭，並且為解救火星而殺死鷹霜。
封面戰士是鷹霜。

## 資料來源
1. ↑  Warriors: The New Prophecy #6: Sunset, By Erin Hunter(HarperCollins Children's Books)